# Europska Zlatna kopačka
Europska Zlatna kopačka nogometna je nagrada koja se svake sezone dodjeljuje vodećem strijelcu u europskim prvoligaškim nogometnim natjecanjima. Od svog osnutka u sezoni 1967./68. nagradu dodjeljuje francuski sportski dnevnik L'Équipe.
Nakon protesta Ciparskog nogometnog saveza gdje je igrač navodno postigao 40 golova, L'Équipe je odlučio da natjecanje bude neslužbeno sve do 1996.; međutim, najveći sponzor, Adidas, nastavio je dodjeljivati nagradu. Najbolji strijelac sezone 1990./91., Darko Pančev, nagradu je primio tek 2006. Ponovno je instalirana 1996. s različitim pravilima. Od tada, organizacija European Sports Magazines koja okuplja europske nogometne publikacije, dodjeljuje nagradu na osnovu bodovnog sustava koji omogućuje igraču iz jače lige da pobijedi čak i ako je postigao manje pogodaka nego igrač u slabijoj ligi. Uvođenjem te promjene golovi iz različitih liga množe se s različitim koeficijentom.

## 1968. do 1991.
Između 1968. i 1991., Zlatna kopačka dodjeljivana je najboljem strijelcu u bilo kojoj europskoj ligi, bez obzira na jačinu lige u kojoj je igrač nastupao i broj utakmica u kojima je sudjelovao. Tijekom tog razdoblja Eusébio, Gerd Müller, Dudu Georgescu i Fernando Gomes dvaput su osvajali Zlatnu kopačku.
██ Sezone u kojima su bili dvostruki pobjednici
| Sezona    | Država      | Igrač             | Momčad          | Liga                                     | Pogodaka |
| --------- | ----------- | ----------------- | --------------- | ---------------------------------------- | -------- |
| 1967./68. | Portugal    | Eusébio           | Benfica         | Portugalska liga                         | 42       |
| 1968./69. | Bugarska    | Petar Žekov       | CSKA Sofija     | Bugarska A profesionalna nogometna grupa | 36       |
| 1969./70. | Njemačka    | Gerd Müller       | Bayern München  | Njemačka Bundesliga                      | 38       |
| 1970./71. | Jugoslavija | Josip Skoblar     | Marseille       | Francuska Ligue 1                        | 44       |
| 1971./72. | Njemačka    | Gerd Müller       | Bayern München  | Njemačka Bundesliga                      | 40       |
| 1972./73. | Portugal    | Eusébio           | Benfica         | Portugalska liga                         | 40       |
| 1973./74. | Argentina   | Héctor Yazalde    | Sporting CP     | Portugalska liga                         | 46       |
| 1974./75. | Rumunjska   | Dudu Georgescu    | Dinamo Bukurešt | Rumunjska Divizija A                     | 33       |
| 1975./76. | Cipar       | Sotiris Kaiafas   | Omonia Nikozija | Ciparska prva divizija                   | 39       |
| 1976./77. | Rumunjska   | Dudu Georgescu    | Dinamo Bukurešt | Rumunjska Divizija A                     | 47       |
| 1977./78. | Austrija    | Hans Krankl       | Rapid Beč       | Austrijska nogometna Bundesliga          | 41       |
| 1978./79. | Nizozemska  | Kees Kist         | AZ Alkmaar      | Eredivisie                               | 34       |
| 1979./80. | Belgija     | Erwin Vandenbergh | Lierse          | Belgijska nogometna liga                 | 39       |
| 1980./81. | Bugarska    | Georgi Slavkov    | Botev Plovdiv   | Bugarska A profesionalna nogometna grupa | 31       |
| 1981./82. | Nizozemska  | Wim Kieft         | Ajax            | Eredivisie                               | 32       |
| 1982./83. | Portugal    | Fernando Gomes    | Porto           | Portugalska liga                         | 36       |
| 1983./84. | Wales       | Ian Rush          | Liverpool       | Football League                          | 32       |
| 1984./85. | Portugal    | Fernando Gomes    | Porto           | Portugalska liga                         | 39       |
| 1985./86. | Nizozemska  | Marco van Basten  | Ajax            | Eredivisie                               | 37       |
| 1986./87. | Rumunjska   | Rodion Cămătaru   | Dinamo Bukurešt | Rumunjska Divizija A                     | 44       |
| 1986./87. | Austrija    | Toni Polster      | Austria Beč     | Austrijska Bundesliga                    | 39       |
| 1987./88. | Turska      | Tanju Çolak       | Galatasaray     | Turska Super liga                        | 39       |
| 1988./89. | Rumunjska   | Dorin Mateuţ      | Dinamo Bukurešt | Rumunjska Divizija A                     | 43       |
| 1989./90. | Meksiko     | Hugo Sánchez      | Real Madrid     | La Liga                                  | 38       |
| 1989./90. | Bugarska    | Hristo Stoičkov   | CSKA Sofija     | Bugarska A profesionalna nogometna grupa | 38       |
| 1990./91. | Jugoslavija | Darko Pančev      | Crvena zvezda   | Prvenstvo Jugoslavije u nogometu         | 34       |

## 1991. do 1996.
Isprva nije bilo olakšica za relativne snage liga u kojima su se igrači natjecali. Nakon protesta Ciparskog nogometnog saveza, koji je tvrdio kako bi ciparski igrač koji je postigao 40 golova trebao primiti nagradu (iako su oba najbolja strijelca sezone postigla po 19 pogodaka), L'Équipe između 1991. i 1996. nije dodjeljivao nagradu; međutim, sponzor Adidas ju je nastavio dodjeljivati. Počevši od sezone 1996./97., organizacija European Sports Magazines (ESM), čiji je L'Équipe član, odlučila je da će se golovi množiti s koeficijentom relativne snage lige. 
Pobjednici u prijelaznom razdoblju bili su:
| Sezona    | Država   | Igrač           | Klub       | Liga                     | Golova | Bilješke    |
| --------- | -------- | --------------- | ---------- | ------------------------ | ------ | ----------- |
| 1991./92. | Škotska  | Ally McCoist    | Rangers    | Škotska Premier Division | 34     | [ 4 ] [ 5 ] |
| 1992./93. | Škotska  | Ally McCoist    | Rangers    | Škotska Premier Division | 34     | [ 4 ] [ 5 ] |
| 1993./94. | Wales    | David Taylor    | Porthmadog | Velška nogometna liga    | 43     | [ 4 ]       |
| 1994./95. | Armenija | Arsen Avetisyan | Homenetmen | Armenska Premier liga    | 39     | [ 4 ]       |
| 1995./96. | Gruzija  | Zviad Endeladze | Margveti   | Gruzijska Umaglesi Liga  | 40     | [ 4 ]       |

## 1996. do danas
Od sezone 1996. – 97. organizacija European Sports Magazines Zlatnu kopačku dodjeljuje na temelju bodovnog sustava koji igračima iz jačih liga omogućuje pobjedu čak i uz manje postignutih golova od igrača u slabijim ligama.
Jačina lige određuje se njezinim renkingom na ljestvici UEFA-inih koeficijenata, koji opet ovise o rezultatima klubova iz svake lige u europskim natjecanjima u tijeku pet proteklih sezona. Golovi postignuti u pet najjačih liga prema popisu UEFA-inih koeficijenata množe se s dva boda, a golovi postignuti u ligama koje se nalaze između 6. i 21. mjesta na listi množe se s 1,5.
██ Sezone u kojima su bili dvostruki pobjednici
| Sezona    | Država     | Igrač             | Klub                | Liga                  | Golova | Bodovi | Bilješke |
| --------- | ---------- | ----------------- | ------------------- | --------------------- | ------ | ------ | -------- |
| 1996./97. | Brazil     | Ronaldo           | Barcelona           | La Liga               | 34     | 68     | [ 4 ]    |
| 1997./98. | Grčka      | Nikos Machlas     | Vitesse Arnhem      | Eredivisie            | 34     | 68     | [ 4 ]    |
| 1998./99. | Brazil     | Mário Jardel      | FC Porto            | Portugalska liga      | 36     | 72     | [ 4 ]    |
| 1999./00. | Engleska   | Kevin Phillips    | Sunderland          | Engleska Premier Liga | 30     | 60     | [ 6 ]    |
| 2000./01. | Švedska    | Henrik Larsson    | Celtic              | Škotska Premier Liga  | 35     | 52,5   | [ 7 ]    |
| 2001./02. | Brazil     | Mário Jardel      | Sporting CP         | Portugalska liga      | 42     | 63     | [ 8 ]    |
| 2002./03. | Nizozemska | Roy Makaay        | Deportivo La Coruña | La Liga               | 29     | 58     | [ 9 ]    |
| 2003./04. | Francuska  | Thierry Henry     | Arsenal             | Engleska Premier Liga | 30     | 60     | [ 10 ]   |
| 2004./05. | Francuska  | Thierry Henry     | Arsenal             | Engleska Premier Liga | 25     | 50     | [ 11 ]   |
| 2004./05. | Urugvaj    | Diego Forlán      | Villarreal          | La Liga               | 25     | 50     | [ 11 ]   |
| 2005./06. | Italija    | Luca Toni         | Fiorentina          | Serie A               | 31     | 62     | [ 8 ]    |
| 2006./07. | Italija    | Francesco Totti   | Roma                | Serie A               | 26     | 52     | [ 12 ]   |
| 2007./08. | Portugal   | Cristiano Ronaldo | Manchester United   | Engleska Premier Liga | 31     | 62     | [ 13 ]   |
| 2008./09. | Urugvaj    | Diego Forlán      | Atlético Madrid     | La Liga               | 32     | 64     | [ 14 ]   |
| 2009./10. | Argentina  | Lionel Messi      | Barcelona           | La Liga               | 34     | 68     | [ 15 ]   |
| 2010./11. | Portugal   | Cristiano Ronaldo | Real Madrid         | La Liga               | 36     | 76     |          |
| 2011./12  | Argentina  | Lionel Messi      | Barcelona           | La Liga               |        |        |          |
| 2012./13  | Argentina  | Lionel Messi      | Barcelona           | La Liga               |        |        |          |
| 2013./14  | Portugal   | Cristiano Ronaldo | Real Madrid         | La Liga               |        |        |          |
| 2014./15  | Portugal   | Cristiano Ronaldo | Real Madrid         | La Liga               |        |        |          |
| 2015./16  | Urugvaj    | Luis Suarez       | Barcelona           | La Liga               |        |        |          |
| 2016./17  | Argentina  | Lionel Messi      | Barcelona           | La Liga               |        |        |          |
| 2017./18  | Argentina  | Lionel Messi      | Barcelona           | La Liga               |        |        |          |

## Vanjske poveznice
- European Sports Magazine